# Okotoks-vandreblokken
Big Rock (også kendt som Okotoks-vandreblokken) er en vandreblok, som ligger mellem byerne Okotoks og Black Diamond, Canada (18 kilometer syd for Calgary). Den 15.000 tons (16.500 short-ton) kvartsit sten har målene 9*41*18 meter og er en af verdens største kendte vandreblokke.

## Opdagelse og geologi
Blackfoot-folket anvendte Big Rock som et landemærke til at finde en overgang over Sheep River (hvor Okotoks er i dag) lang tid før europæernes bebyggelser. Byens navn Okotoks er afledt fra "o'kotok" [ˈo.kə.tok], der betyder "stor sten" på Blackfoot-sproget.
Den første geolog som opdagede Big Rock var James Hector. Han fandt stenen i 1863, men beskrev den dengang som en klippe, der var en del af en underjordisk udløber af bjergene. I virkeligheden er Okotoks én vandreblok blandt tusinder af sten, der ligger i Foothills Erratic Train, der strækker sig i et smalt, ca. 580 kilometer langt bånd fra Athabasca Valley til den østligste ende af Montanas forbjerge.
Okotoks var oprindeligt en sedimentsten, en kvartssandsten, der er opbygget af små, sammenføjede kvartskorn. Stenen blev dannet i den kambriske periode, i tidsrummet for mellem 542 og 488,3 millioner år siden. Sammenføjningen af kornene i stenen skete som følge af det tryk der var i det område, der under kridttiden skulle blive til det flade hav kaldet Western Interior Seaway. Trykket bevirkede, at sandstenen ændrede sig til en ny type sten, kvartsit, der er en metamorfit og som hører blandt de hårdeste stensorter, da den næsten udelukkende består af kvarts. Okotoks er fyldt af spalter og giver således forvitringsprocesser rige muligheder for at angribe stenen.

## Historie
Et jordskred i dalen Tonquin Valley, der fandt sted for ca. 18.000 år siden, bragte nogle tusinde klippesten af forskellige størrelser fra Rocky Mountains til området omkring den nuværende Jasper National Park. Stenene blev efterladt på oversiden af den underliggende gletsjer. Denne gletsjer var en del af den iskappe, der på det tidspunkt dækkede store dele af Nordamerika. Gletsjeren transporterede stenene med sig nogle hundrede kilometer i sydøstlig retning, langs Rocky Mountains. Efter gletsjeren smeltede bort blev Okotoks stående på sin nuværende plads, midt på den flade prærie. Den nærliggende by Okotoks er opkaldt efter stenen.
Okotoks lå i lang tid på privat grund; i 1970'erne blev området udnævnt til historisk område af provinsen Alberta, der opkøbte landet, stenen ligger på, i 1987. Stenen er over tiden, via erosion, blevet delt i to store og enkelte mindre dele. På trods af advarsler fra de lokale myndigheder om fortsat nedstyrtningsfare er stenen en turistattraktion og et yndet udflugtsmål, ikke mindst for klatrere, der finder stenens mange furer velegnet til at øve deres sport. Der er opført et hegn omkring Okotoks, og flere skilte proklamerer forbuddet mod klatring på stenen.
Stenen ligger synligt fra hovedvejen Highway 7; der ligger en offentlig tilgængelig parkeringsplads i nærheden af stenen.

## Legenden
Blandt Blackfootindianerne er der en legende, der udspiller sig omkring stenen, omhandlende mødet med Napi (også kendt som Napa, gammelmand). Napi forener guddommelige aspekter (verdens skaber, med alle dens "fejl") med adskillige menneskelige træk. Han optræder således gerne hjælpsom, men også destruktiv, bedragerisk. En dag, hvor det var meget varmt, lagde Napi sin frakke fra sig på vandrestenen, og lovede den, at den kunne beholde frakken. Kort efter begyndte det imidlertid at regne, og Napi vendte tilbage for at få sin frakke tilbage. Da Okotoks vægrede sig ved at give frakken fra sig blev Napi vred, og endte med simpelthen at tage frakken og gå. Så hørte han en masse larm bag sig og så, at stenen fulgte efter ham. Napi løb væk, og hans venner Bison, Hjort og Gaffelbuk blev tromlet flade, da de prøvede at hjælpe ham. Da bad Napi nogle flagermus om hjælp. De angreb den rullende sten, og da en af dem traf stenen midtpå blev den slået i to stykker.

## Internationalt
Big Rock Brewery i Calgary er et bryggeri, med navn efter Okotoks, der blev grundlagt i 1985. De anvender den store sten som varemærke.
Tilsvarende store vandreblokke ses rundt om i verden. Den svenske Botsmarks flyttblock, der er anslået til at veje 25.000 tons, er 35 meter lang og 15 meter høj. I Tyskland findes også vandreblokke, dog af mindre størrelse. Af de største kan nævnes Buskam-stenene på henholdsvis 540 og 1600 tons, eller Dengelstein på ca. 1250 tons.